# Torrão de Alicante

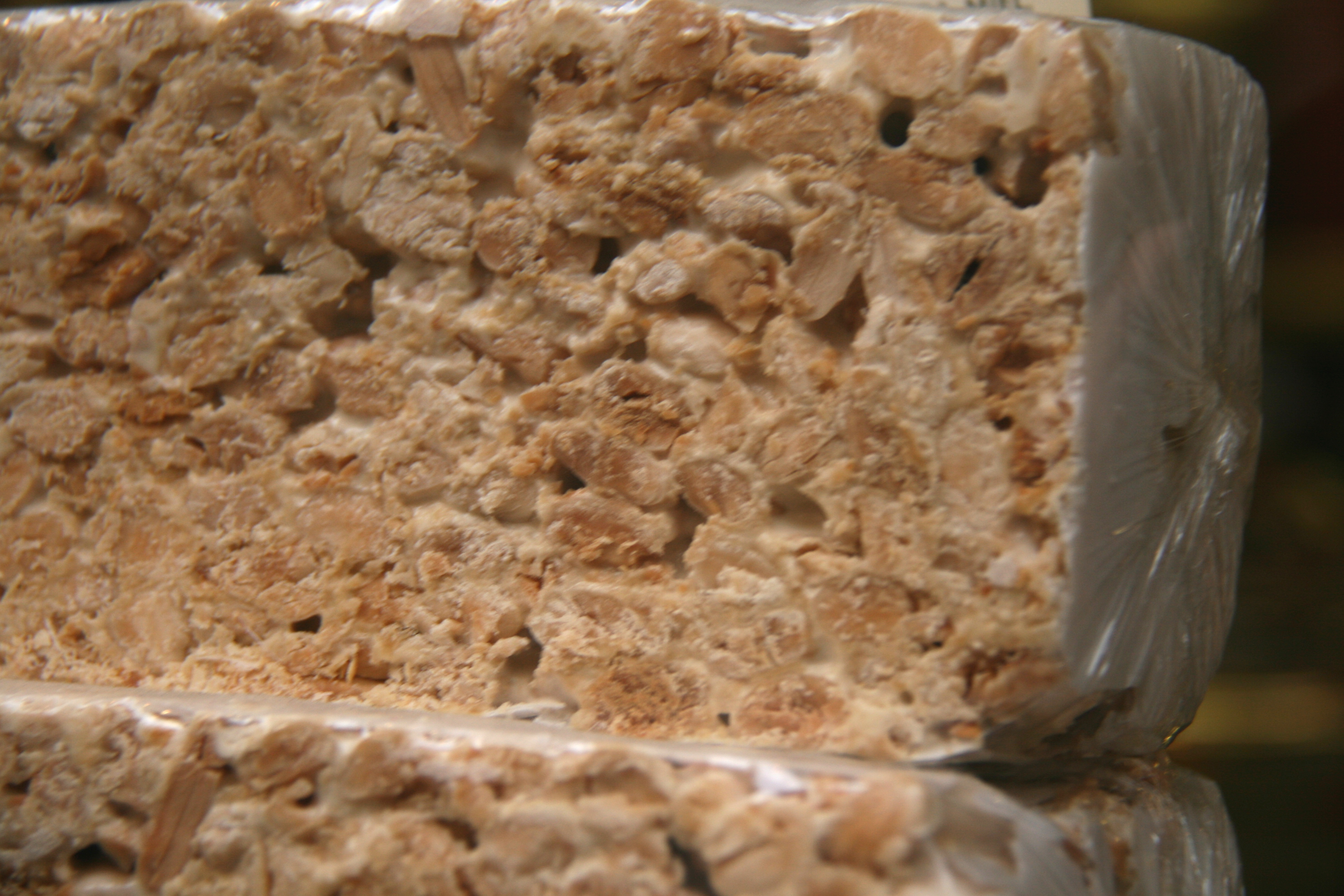
Detalhe de um torrão de Alicante no qual se pode ver a abundância de amêndoas em sua composição.

O torrão de Alicante (em catalão: Torró d'Alacant; em castelhano: Turrón de Alicante) é uma variedade de torrão, um doce composto por mel, clara de ovos e amêndoas. O termo é uma denominação de origem da região de Alicante, na Espanha, regulada pelo Conselho Regulador de Jijona e Torrão de Alicante. É popular em toda a Espanha, sendo preferencialmente consumido durante as festividades natalinas.

## Produção
Para que o torrão possa ser reconhecido pela denominação Torrão de Alicante, é necessário que sua produção siga uma série de etapas regulamentadas pelo conselho regulador.
A primeira é do cozimento dos méis iniciais, seguido pela mistura das claras em neve até a obtenção do "ponto de bola", finalizando-se com a adição de amêndoas torradas na devida proporção, moldagem, solidificação e corte.